# Rio Piraí (vattendrag i Brasilien, Paraná)
Rio Piraí är ett vattendrag i Brasilien.   Det ligger i delstaten Paraná, i den södra delen av landet, 1 000 km söder om huvudstaden Brasília.
I omgivningen kring Rio Piraí växer i huvudsak städsegrön lövskog. Området är  ganska glesbefolkat, med 34 invånare per kvadratkilometer.